# Larry 1: W krainie próżności
Leisure Suit Larry 1: W krainie próżności (ang. Leisure Suit Larry in the Land of the Lounge Lizards) — gra przygodowa z elementami erotyki, wydana w 1987 przez Sierra Entertainment. Jest to pierwsza część rozpoczynająca serię gier Leisure Suit Larry.

## Fabuła
Pierwsza z serii gier o przygodach 38-letniego Larry'ego Laffera, który postanawia zerwać z celibatem oraz matczyną opieką i znaleźć partnerkę. Przyjeżdża do miasta Lost Wages i postanawia zmienić swoje życie. Rozgrywka toczy się w kilku miejscach: bar z przybytkiem płatnych rozkoszy, kasyno z przyboczną kaplicą i hotelem, sklep oraz dyskoteka. Bohater przemieszcza się między nimi taksówką, lecz do niektórych miejsc może iść pieszo.

## Rozgrywka
Larry 1 to gra przygodowa, w której gracz steruje bohaterem za pomocą kontrolera, a konkretne polecenia wydaje za pomocą wpisywanych komend. Tytuł doczekał się w 1991 roku wznowienia z poprawioną grafiką oraz zmianą systemu sterowania na ten z gier wskaż i kliknij – gracz steruje myszką, a polecenia wydawane są przy pomocy ikon dostępnych z górnego menu oraz spod prawego przycisku myszy.